# 程祖福
程祖福（1867年—1938年），順天府大興縣人，原籍浙江錢塘縣，是一名清朝政治人物。举人出身。
程祖福曾于光绪年间接替玉贵任建宁府知府一职，光绪年间由谢启华接任。